# The Silent Battle (film 1916 Conway)
The Silent Battle è un film muto del 1916 diretto da Jack Conway. La sceneggiatura si basa sull'omonimo romanzo di George Fort Gibbs pubblicato a New York nel 1913.

## Produzione
Il film fu prodotto dall'Universal Film Manufacturing Company.

## Distribuzione
Il copyright del film, richiesto dalla Bluebird Photoplays, Inc., fu registrato il 26 giugno 1926 con il numero LP8588. Distribuito dall'Universal Film Manufacturing Company, il film uscì nelle sale cinematografiche USA il 24 luglio 1916.
In Portogallo, con il titolo Conquista silenciosa, fu distribuito il 25 febbraio 1920.
Non si conoscono copie ancora esistenti della pellicola che viene considerata presumibilmente perduta.